# Bernhard Baumgartner (Journalist)
Bernhard Baumgartner (* 17. Oktober 1973 in Wien) ist ein österreichischer Journalist.

## Leben
Baumgartner erhielt eine Ausbildung als technischer Chemiker und absolvierte ein Studium der Film- und Medienwissenschaft in Wien. Er begann sein journalistisches Wirken 1998 bei der Tageszeitung Die Presse zunächst im Lokalressort und arbeitete dort ab 2003 im Feuilleton-Ressort, das im selben Jahr neu gegründet wurde. 
2006 wurde er von Chefredakteur Andreas Unterberger zum Ressortleiter des Lokalressorts der Wiener Zeitung bestellt. Ab 2009 wurde er auch deren Medien-Ressortleiter. Seit der Neugründung des Feuilleton-Ressorts der Zeitung im Jahr 2010 ist er dessen stellvertretender Leiter. Baumgartner ist langjähriger Autor von Medienkritiken und publizierte Beiträge in deutschsprachigen Zeitungen wie der Berliner Zeitung und Die Zeit.
Baumgartner ist zudem seit 2003 auch als Lektor an der FHWien in der Journalistenausbildung aktiv. Er ist Mitglied des Presseclub Concordia.

## Publikationen
- mit Gudula Walterskirchen: Der Wiener Fasching. Holzhausen, Wien 2001, ISBN 978-3-854930-396.
- Der Islam in Österreichischen Tageszeitungen vor und nach der Flüchtlingsbewegung 2015. BoD, Norderstedt 2019.
- Das Beste liegt im Gestern. In: Lichtungen Nr. 165. Graz, 2021.